# Calocalanus longisetosus
Calocalanus longisetosus is een eenoogkreeftjessoort uit de familie van de Paracalanidae. De wetenschappelijke naam van de soort is voor het eerst geldig gepubliceerd in 1965 door Shmeleva.